# Sciastes tenna
Sciastes tenna là một loài nhện trong họ Linyphiidae.
Loài này thuộc chi Sciastes. Sciastes tenna được Ralph Vary Chamberlin miêu tả năm 1949.